# سباق خماسي

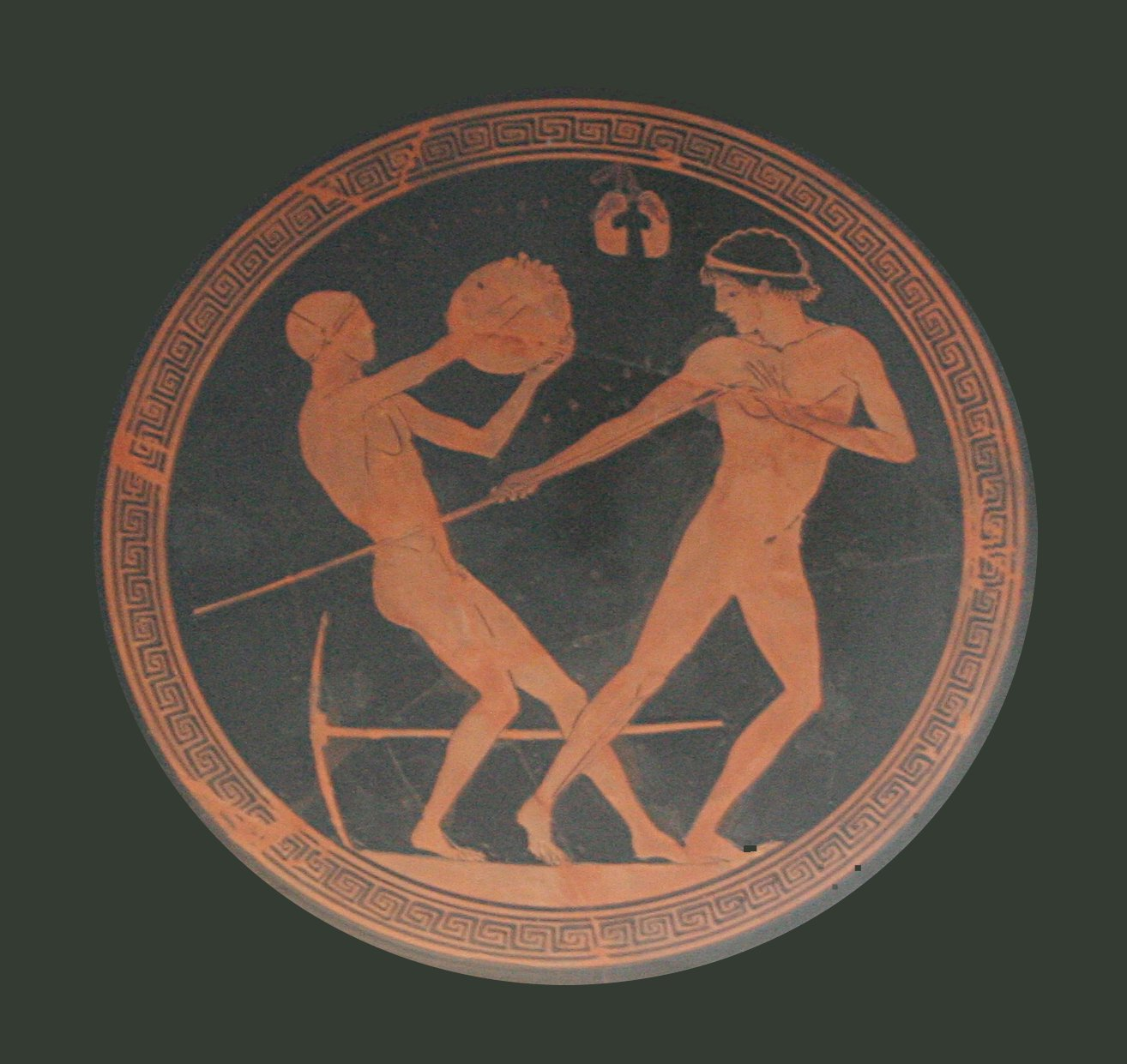
Pentathlon athlets

السباق الخماسي أو الخُمَاسِيُّ من المنافسات الرياضية للرجال، ويتكون من خمس منافسات تعقد في الميادين وحلبات السِّباق بين المتنافسين في اللعبات الخمس، وتتم في يوم واحد.
تشتمل المنافسة على كل من القفز الطويل ورمي الرمح والعدو لمسافة 200متر ورمي القرص والعدو لمسافة 1500متر، وتكون بهذا الترتيب. ويحصل المتنافسون على نقاط عن كلِّ لعبة، ويفوز بالمنافسة صاحب أكبر مجموعة من النقاط. وفي منافسات الألعاب الأوليمبيَّة الصيفية، يتنافس الرجال في اللعبات الخمس الحديثة التي تتكون من المبارزة بالسيوف وركوب الخيل والتصويب بالمسدس لإطلاق النار وسباق الضَّاحية والسباحة.
ولسنوات عديدة شاركت النساء في هذه المنافسات. وفي عام 1981م أضيفت لعُبتان وتغير اسم المنافسة إلى السباق السباعي، وتتم في يومين. وتتنافس النساء في اليوم الأول في سباقات الموانع مسافة 100متر والقفز العالي ورمي الجلة والسباق لمسافة 200متر. ويتنافسن في اليوم الثاني في سباقات القفز الطويل، ورمي الرُّمح، والعدو لمسافة 800متر.